# بنك النيلين
مجموعة بنك النيلين للتنمية الصناعية هو مصرف سوداني تأسس عام 1993.

## النشأة
تم تأسيس بنك النيلين عن طريق دمج تم في العام 1993بين بنك النيلين التجاري الذي تأسس في العام1964 و البنك الصناعي السوداني الذي بدوره تأسس في العام 1961

### الخدمات التي يقدمها البنك
- تقديم التمويل للمؤسسات وتمويل رأس المال التشغيلي لهذه المؤسسات
- تقديم التمويل اللازم لقطاعات الزراعة, الخدمات، الحرفيين والصناعات الصغيرة
- تعبئة الموارد واستقطاب الودائع وتفديم كافة الخدمات المصرفية
- المساهمة في رؤوس أموال بعض الشركات الإقليمية والمحلية
- تمويل عمليات التجارة الخارجية وذلك بفتح الاعتمادات المستندية ( صادر - وارد)
- القيام بتنفيذ التحويلات الخارجية باستخدام نظام السويفت (SWIFT)

#### الفروع
1. فرع الخرطوم الرئيسي [1][2]
2. فرع العمارات
3. فرع الرياض
4. فرع السوق المحلي
5. فرع السجانة
6. فرع حلة كوكو
7. فرع بحري المنطقة الصناعية
8. فرع امدرمان المحطي الوسطي
9. فرع سوق ليبيا
10. النموذجي